# 2014 في الكويت
فيما يلي قوائم الأحداث التي وقعت في الكويت خلال عام 2014.

## المناصب
- أمير الدولة : صباح الأحمد الجابر الصباح
- ولي العهد: نواف الأحمد الجابر الصباح
- رئيس الوزراء : جابر المبارك الصباح

## وفيات
- عبد الحميد السيد - مطرب وملحن[1]
- ماجد سلطان - ممثل[2]